# Святой в Палм-Спрингс
«Святой в Палм-Спрингс» (англ. The Saint in Palm Springs) — детективный фильм с элементами комедии режиссёра Джека Хайвли, который вышел на экраны в 1941 году.
Это шестой из восьми фильмов кинокомпании RKO Pictures о сыщике-любителе Саймоне Темпларе, известном как Святой. Фильм основан на истории Лесли Чартериса, доработанной студийными сценаристами. Позже Чартерис опубликовал свою версию киноистории как повесть «Палм-Спрингс», которая вошла в его сборник 1942 года «Святой едет на запад».
В этом фильме инспектор нью-йоркской полиции Фарнак (Джонатан Хейл) просит Саймона Темплара (Джордж Сандерс) обеспечить защиту своему старому другу Питеру Джонсону, который привёз из-за рубежа ценную коллекцию марок, чтобы передать её в дар своей племяннице Элне (Венди Барри). Когда Питера убивают, Саймон решает самостоятельно доставить марки и провести собственное расследование преступления. Основное действие разворачивается на шикарном курорте Палм-Спрингс, где Саймон знакомится с Элной. За коллекцией марок ведётся настоящая охота, в результате которой происходит три убийства и одна попытка похищения. В конечном итоге Саймон с помощью своего помощника Перли Гейтса (Пол Гилфойл) останавливает преступников.
После выхода фильма на экраны критика дала ему невысокие оценки, указав на шаблонность сюжетных ходов и медленное развитие событий, несмотря на все усилия Хайвли, а также Сандерса и других актёров. С другой стороны, современные критики отмечают сложность и напряжённость картины, также подчёркивая сильную игру Сандерса и всего актёрского состава.

## Сюжет
Известный искатель приключений и детектив-любитель Саймон Темплар по прозвищу Святой (Джордж Сандерс) прибывает в Нью-Йорк, направляясь к инспектору городской полиции Генри Фернаку (Джонатан Хейл). Фернак, которого Саймон не раз выручал при расследовании сложных дел, и на этот раз обращается к нему с просьбой. Его боевой товарищ Крис Джонсон после Первой мировой войны вернулся в свою страну, где занялся печатным бизнесом, сколотив приличное состояние. Он накопил уже 200 тысяч долларов, однако в связи с началом Второй мировой войны не может вывезти их из страны. Когда Питер Джонсон (Эдмунд Элтон), брат Криса, собрался в США, Крис купил на эти деньги три очень ценные почтовые марки 1856 года, стоимостью 65 тысяч долларов каждая. Он спрятал их в медальоне, который Питер тайно вывез из страны, задекларировав марки при въезде в США. По просьбе брата Питер должен доставить марки в Палм-Спрингс дочери Криса, Элне Джонсон (Венди Барри). По прибытии в Нью-Йорк на Питера в течение суток было совершено два покушения, и в этой связи Фернак обращается к Саймону с просьбой неофициально сопроводить Питера в Палм-Спрингс в качестве его телохранителя.
Дав согласие, Саймон приезжает к Питеру в отель «Велдон-хаус», где просит передать ему марки на хранение до тех пор, пока они не доберутся до Палм-Спрингс. Питер соглашается, подчёркивая, что Саймон должен доставить и передать марки его племяннице Элне, даже если с ним самим что-либо произойдёт. Питер уходит в другую комнату, чтобы достать марки из тайника. Когда он открывает сейф и извлекает марки, кто-то забирается через окно и стреляет в него. Услышав выстрелы, Саймон заходит в комнату и набрасывается на стрелка. Начинается драка, но стрелку удаётся сбежать. Саймон забирает из рук убитого Питера медальон с марками, после чего звонит Фернаку, сообщая об убийстве. Саймон говорит, что не смог рассмотреть убийцу, но ударил его рукой со своим фирменным кольцом на пальце, так что у того над бровью останется шрам с характерной эмблемой Святого. Саймон решает доставить марки Элне самостоятельно.
В салон-вагоне поезда до Палм-Спрингс Саймон знакомится с привлекательной дамой Маргарет Форбс (Линда Хейс), приглашая её выпить. На минуту отлучившись, она тайно пробирается в купе Саймона, обыскивая его вещи. Ничего не обнаружив, она возвращается к Саймону, где они знакомятся поближе. Выясняется, что они оба направляются в Палм-Спрингс, причём будут жить в одном и том же отеле «Твин палмс». При размещении в гостинице Саймон замечает в холле Элну, а также встречает старого знакомого Пёрли Гейтса (Пол Гилфойл), который теперь именует себя Кларенс Гейтс и работает детективом гостиницы. Об этой встрече Гейтс информирует шефа полиции Грейвза (Гарри Шэннон), который обещает при примерном поведении через три месяца снять с Гейтса удо и предоставить ему постоянную работу.
Когда Саймон в своём номере достаёт медальон с марками, неожиданно гаснет свет, и на него нападают трое бандитов в масках. Саймон успевает спрятать медальон в диван. Бандиты в драке бьют его статуэткой, и он теряет сознание. Вскоре приходит Гейтс, приводя Саймона в чувства. Первым делом Саймон достаёт из дивана медальон, перекладывая его в карман. Гейтс рассказывает Саймону, что Элна работает в отеле тренером по теннису, так как у неё нет денег.
На следующее утро Саймон знакомит Гейтса с Маргарет, после чего Гейтс ведёт его на встречу с Элной. Саймон рассказывает ему, что за ним следили от Нью-Йорка, а в поезде обыскали его купе. При встрече с Элной Саймон Саймон сообщает ей, что её дядя Питер приехал в Америку, где был убит, а затем рассказывает историю с марками. Он просит Гейтса организовать хранение марок в гостиничном сейфе до доставки их в Лос-Анджелес. Понаблюдав за ними с расстояния, Маргарет уходит. Они подходят к стойке администратора, чтобы положить медальон в сейф. Однако когда Саймон открывает медальон, марок в нём нет. Саймон уверяет Элну, что не крал марки, иначе он никогда бы не приехал в Палм-Спрингс. Когда Элна собирается пойти в полицию, Саймон просит у неё 24 часа, чтобы вернуть марки. После её ухода Гейтс по просьбе Саймона достаёт список всех 25 человек, которые со вчерашнего дня заселились в отель. Саймон просит Гейтса, бывшего карманника, незаметно вытащить всё из карманов заселившихся, так как вор наверняка носит марки при себе. Гейтс быстро проделывает эту работу, после чего в номере Саймона они вместе рассматривают всё похищенное. Саймон находит коробочку с молниеносным сильным наркотиком, а затем обнаруживает в одной из коробочек с таблетками пропавшие марки, однако Гейтс не может вспомнить, у кого конкретно он похитил эту коробочку.
Саймон звонит управляющему и просит его повесить объявление, что в гостинице орудовал карманник, которого поймали. Тем же, у кого пропали вещи, предлагается обратиться в спортивный зал отеля к детективу Кларенсу Гейтсу. Саймон приходит к шефу полиции Грейвзу, рассказывая ему о планируемой операции, после чего Грейвз обещает подъехать в отель с двумя своими людьми. Разложив на столе вещи, полиция запускает гостей отеля, после чего Грейвз закрывает дверь, оставив в коридоре детектива Каллахана (Чик Коллинз). Гостям предлагается найти свои вещи и после подтверждения собственности забрать их. В этот момент из коридора раздаётся стук в дверь, и когда коп открывает Каллахану, тот падает замертво. В этот момент кто-то незаметно забирает со стола коробочку с наркотиком. Грейвз поручает обыскать коридор, но там никого нет. После этого он требует, чтобы все оставались в комнате, а Саймон объясняет Маргарет, что убийство было лишь способом отвлечь внимание, так как когда началась неразбериха, сообщник убийцы взял со стола коробочку с таблетками и выбросил её в окно. Когда во дворе ничего не находят, Саймон утверждает, что этот предмет находится у одного из гостей в этой комнате. Грейвз поручает обыскать всех, однако обыск ничего не даёт. Недовольный шеф полиции уезжает, а Саймон берётся вести дальше расследование самостоятельно.
Пожелав Гейтсу спокойной ночи, Саймон направляется в своё бунгало, где по пути его останавливает неизвестный с пистолетом, который забирается к нему в карман и достаёт оттуда коробочку. Саймон сожалеет о том, что не обыскал себя тогда, когда обыскивали всех остальных. Забрав коробочку, неизвестный исчезает. В этот момент Элна выходит из своего бунгало, и Саймон направляется ей на встречу. Он рассказывает ей, что нашёл марки в одной коробке с таблетками, однако только что его ограбили. Однако, ожидая что-то подобное, Саймон успел их перепрятать, и теперь отдаёт их Элне вместе с медальоном. Они решают положить марки в сейф отеля и немного выпить. У стойки администратора они встречают Маргарет.
На следующее утро после партии в теннис с Элной Саймон получает телеграмму. К ним подходит Маргарет, приглашая Саймона на конную прогулку, и Элна направляется вместе с ними. Во время прогулки Саймон вдруг говорит так, чтобы Маргарет это слышала, что теперь Элна может больше не работать, а жить в отеле как гостья, а затем неожиданно спрашивает, считает ли она гостиничный сейф подходящим местом для безопасного хранения марок, так как банда вполне способна ограбить этот сейф. Саймон советует забрать марки и хранить их при себе вплоть до продажи. Позднее во время прогулки на велосипедах Гейтс докладывает Саймону, что распространил информацию везде, где возможно, о том, что марки находятся в бунгало Элны. Саймон говорит, что марки стали причиной уже двух убийств, и надо загнать убийцу в ловушку до того, как погибнет кто-либо ещё. Саймон приглашает Элну на ужин, излагая ей план поимки убийцы с помощью Гейтса. Элна в компании Саймона подходит к стойке администратора с просьбой выдать ей марки из сейфа, и за этой сценой следит подозрительный молодой мужчина. В присутствии администратора Элна вскрывает медальон, подтверждая, что марки на месте, и Саймон советует ей оставить марки в своём бунгало на ночь. По дороге Саймон говорит Элне, что убийца непременно явится за марками, гарантируя ей, что вместе с Гейтсом он защитит её. Когда Элна заходит в номер, там оказывается Маргарет, которая наставляет на неё пистолет. Элна обвиняет её в том, что она убила её дядю и полицейского, на что Маргарет отвечает, что не могла этого сделать, так как была в спортивном зале в тот момент, когда в коридоре убили полицейского. По требованию Маргарет Элна отдаёт ей медальон, и Маргарет уходит.
Во дворе перед бунгало Саймон слышит выстрел, после чего направляется внутрь. Ему навстречу выбегает Элна. Подбежав на заднее крыльцо, Саймон видит лежащую Маргарет и убегающего человека, который стреляет в его сторону. Подойдя поближе, Саймон видит, что Гейтса сильно ударили, но он приходит в себя, а рядом с ним лежит застреленная Маргарет. Саймон берёт из её рук медальон и убирает его себе в карман. Он показывает Элне телеграмму, говоря, что знал о Маргарет ещё до поездки на лошадях. Это телеграмма от Фернака: «Будь осторожен с женщиной, представляющейся Маргарет Форбс. Она агент иностранного государства, из которого контрабандой были вывезены марки». Саймон говорит, что думал, что Маргарет в одиночку охотилась за марками, но на самом деле помимо неё действует целая банда, которая убила уже трёх человек. В своём бунгало Саймон собирает Элну и Гейтса, который рассказывает, что не разглядел человека, который его ударил. Элна предлагает завтра же поехать в Лос-Анджелес и продать марки, однако Саймон говорит, что до этого ещё кое-что произойдёт. Он обещает утром прислать ей записку с пояснением, что имеет в виду.
Утром Саймон отправляет записку Элне через коридорного, инструктируя его, что никто не должен знать, что она получила это сообщение от него. Коридорный тут же заходит в соседнее бунгало и передаёт кому-то отправленную записку. Затем человек возвращает записку коридорному, который доставляет её Элне. В записке говорится: «Я не могу передать Вам марки в гостинице, за мной слишком плотно следят. Встретимся у большой юкки в полночь». Вечером в конюшне Саймон отправляет в поездку на лошадях Элну вместе с Гейтсом, которому незаметно кладёт в карман медальон. За этой сценой наблюдает молодой мужчина, Томми (Ли Боннелл), который затем заходит в холл гостиницы и у барной стойки подсаживается к мистеру Эвансу (Феррис Тейлор), лысому мужчине средних лет, докладывая, что Элна и Гейтс только что уехали, а Саймон остался в отеле. Затем Томми, угрожая бармену, проходит с ним в служебную комнату, где надевает на себя его фирменную униформу, а Эванс тем временем посылает одного из своих подручных, Флетчера (Чарльз Куигли), чтобы тот пригласил в бар Саймона выпить вместе с ними. Томми подбрасывает в виски Саймона таблетку, из коробочки, переданной Эвансом, и все выпивают. Саймон делает вид, что ему стало плохо и что он теряет сознание. Четверо бандитов уносят Саймона в его бунгало, где проводят тщательный обыск, но ничего не находят. Эванс заключает, что марки находятся у Элны. Томми говорит, что Джимми (Джордж Линн) и Рой (Джои Рэй), которых послали к юкке, позаботятся об Элне и Гейтсе. Оставив одного из бандитов следить за спящим Саймоном, Эванс и Томми уходят.
Когда Элна и Гейтс подъезжают к большой юкке, из кустов навстречу им выходят Джимми и Рой с пистолетами, а вскоре на машине подъезжают Эванс и Томми. Элна и Гейтс утверждают, что марки у Саймона, но Эванс уверен, что это неправда. Их обыскивают, обнаруживая в кармане Гейтса медальон, но он оказывается пуст. Эванс требует марки у Элны, но она не может ничего сказать. Эванс поручает Флетчеру разобраться с Элной, и в этот момент верхом на лошади появляется Саймон, который громко зовёт Элну. Когда бандиты хватают его и собираются применить силу, Саймон заявляет, что только он и Гейтс знают, где марки, но он не держит их при себе. В ответ на угрозы Саймон отвечает, что они не смогут убить его, так как не обладают достаточным мужеством для этого. В доказательство серьёзности своих намерений Эванс утверждает, что это они убили Питера Джонсона, полицейского и Маргарет Форбс. После этого Саймон громко просит включить свет, и они видят вокруг себя группу вооружённых полицейских, которые уже арестовали одного бандита. Остальных бандитов быстро разоружают. После этого Саймон рассказывает Эвансу, что когда они обнаружили опасные усыпляющие таблетки в вещах Эванса, Саймон подменил их безвредным аспирином. В качестве решающего доказательства Саймон показывает шрам под накладной бровью Эванса, указывающий на то, что именно он убил Питера Джонсона. Когда бандитов уводят, Саймон говорит Элне, что со вчерашнего вечера марки находятся в сейфе отеля. Несмотря на взаимную симпатию с Элной, Саймон говорит, что он одиночка, после чего садится на лошадь и уезжает.

## В ролях
- Джордж Сандерс — Саймон Темплар
- Венди Барри — Элна Джонсон
- Джонатан Хейл — инспектор Фернак
- Пол Гилфойл — Кларенс «Пёрли» Гейтс
- Линда Хейс — Маргарет Форбс
- Гарри Шеннон — шеф Грейвз
- Феррис Тейлор — Эванс
- Чарльз Куигли — мистер Флетчер (в титрах не указан)

## Создатели фильма и исполнители главных ролей
Как пишет историк кино Лоррейн Лобианко, над фильмом работали ветераны этого киносериала — продюсер Говард Бенедикт, режиссёр Джек Хайвли, Сандерс в роли Темплара, Венди Барри в роли привлекательной главной героини, Джонатан Хейл в роли инспектора Фернака и Пол Гилфойл в роли закадычного друга Темплара Перли Гейтса, который появился в предыдущем фильме «Святой берется за дело» (1940). В следующий раз постоянный персонаж фильмов о Святом инспектор Фарнак появится только в пилотном телевизионном фильме 1987 года «Святой на Манхэттене».
По словам Лобианко, «до того, как Роджер Мур снялся в роли Саймона Темплара в популярном британском телесериале 1960-х годов, Святым в сознании публики был Джордж Сандерс». В этой картине он в пятый и в последний раз в своей карьере сыграл роль Святого, по его собственным словам, «устав от этой роли». К тому же, к 1941 году он уже снялся в картинах категории А, таких как «Признания нацистского шпиона» (1939) и двух фильмах Хичкока «Иностранный корреспондент» и «Ребекка» (оба — 1940). В дальнейшем Сандерс сыграл в таких успешных фильмах, как «Портрет Дориана Грея» (1945), «Хэнговер-сквер» (1945), «Призрак и миссис Мьюр» (1947) и «Всё о Еве» (1950), который принёс ему «Оскар» за исполнение роли второго плана.
Режиссёр фильма Джек Хайвли, по информации историка кино Дэвида Хогана, начинал в 1930-е годы как монтажёр фильмов категории В, после чего «был режиссёром в общей сложности 19 фильмов, среди которых три детектива про Святого 1940—1941 годов, фильм нуар „Улица удачи“ (1942), а также комедия „Отец женится“ (1941) и пропагандистский документальный фильм военного времени „Назначение в Токио“ (1945)». После службы во время Второй мировой войны Хайвли работал преимущественно как постановщик телесериалов, в частности, поставил 71 эпизод телесериала «Лэсси» (1960—1973)..
Венди Барри начинала карьеру в Великобритании, сыграв, в частности, Джейн Сеймур в исторической драме «Частная жизнь Генриха VIII» (1933). В 1935 году Барри переехала в Голливуд, где снялась в таких фильмах, как «Тупик» (1937), «Собака Баскервиллей» (1939) и «Пятеро вернувшихся назад» (1939). В паре с Сандерсом она сыграла в двух фильмах о Святом — «Святой наносит ответный удар» (1939) и «Святой берётся за дело» (1940), а также в трёх фильмах о Соколе, включая «Дерзкий Сокол» (1941) и «Свидание с Соколом» (1942).

## История создания фильма
Как пишет историк кино Лоррейн Лобианко, серия фильмов о Святом основана на рассказах детективного автора Лесли Чартериса. Это «быстро снятые фильмы категории В про очаровательного и таинственного детектива Саймона Темплара, он же Святой». Чартерис описал Темплара как «бродягу-авантюриста, который любит ввязываться в драку,… лихого сорвиголову, невозмутимого, жизнерадостного, до нелепости красивого, пирата или филантропа, в зависимости от обстоятельств. Он живет ради погони за волнением, ради единственного триумфального момента, который принадлежит ему одному».
Это шестой фильм о приключениях Святого, «современного антигероя вдохновленного Робином Гудом». И это пятый и последний раз, когда Джордж Сандерс сыграл Саймона Темплара, роль, которую он принял у Луиса Хейуорда, начиная с фильма 1939 года «Святой наносит ответный удар». Все пять фильмов с участием Сандерса были успешными, в частности, этот фильм принес прибыль в размере 90 000 долларов.
Основную сюжетную линию этого фильма предложил Чартерис, однако студийный сценарист Джерри Кэйди внёс существенные изменения в изначальный вариант истории. Как пишет Лобианко, «мало что из изначальной идеи Чартериса было использовано». Уже после выхода фильма Чартерис, который «очень критично был настроен по отношению к Голливуду», переработал свою историю в новеллу «Палм-Спрингс», которая вошла в его сборник «Святой едет на запад».
Чартерис был не удовлетворён тем, что, по его мнению, студия неправильно подобрала Джорджа Сандерса на роль Саймона Темплара. Кроме того, как писал позднее Чартерис, «ещё больше я возражал против того, как RKO Pictures обращается с персонажем и сюжетными линиями. Здесь, конечно, я боролся с хорошо известным „синдромом продюсера“, который автоматически делает любого режиссёра гением, знающим лучше глупого создателя оригинала, как изобразить персонажа и развить сюжет». По словам Лобианко, «Чартерис был так разгневан, что пригрозил сам продюсировать фильмы, но до этого так и не дошло».
Фильм находился в производстве с середины октября до 11 ноября 1940 года и вышел на экраны 24 января 1941 года.
Это последний фильм из серии про Святого, выпущенный в Соединенных Штатах компанией RKO. Следующий фильм серии, «Каникулы Святого» (1941), был снят в Великобритании на средства студии, замороженные британским правительством во время Второй мировой войны. В связи с тем, что RKO нужно было как-то потратить эти деньги, студия перенесла производство в Великобританию, сняв там в 1941 и 1943 годах два фильма с Хью Синклером в роли Святого. Затем, после длительного перерыва в 1954 году вышел последний фильм цикла «Возвращение Святого», в котором заглавную роль вновь сыграл Луис Хейуорд.
Согласно сообщению «Голливуд Репортер» от февраля 1941 года, студия RKO, которая испытывала сложности в работе с Чартерисом, решила дать Сандерсу роль другого детектива в новой серии фильмов, разработанной сценаристами Линн Рут и Фрэнком Фентоном. Этим новым персонажем, который был разработан для Сандерса, стал Гей Лоуренс по прозвищу Сокол. По информации Американского института киноискусства, «Сокол был настолько похож на Святого, что, согласно современным источникам, Лесли Чартерис как создатель Святого подал в суд на студию за кражу созданного им образа». Первым фильмом новой серии был «Дерзкий Сокол» (1941), в котором Сандерс сыграл со своей партнёршей из этого фильма Венди Барри.

## Оценка фильма критикой
По мнению Лоррейн Лобианко, «после шести фильмов о Святом франшиза стала устаревать». Так, журнал Variety написал об этом фильме: «Святому нужен лучший и более свежий сюжетный материал, чем тот, что представлен здесь, иначе он будет забыт как персонаж второстепенных фильмов. Картина разворачивается медленно и утомительно, наполнена стереотипными ситуациями, типичными для быстротечных детективов… Джордж Сандерс и другие члены актёрского состава стремятся преодолеть посредственный сюжетный материал, а режиссёру Джеку Хайвли поручают невыполнимое задание».
Босли Краузер в своём обзоре в «Нью-Йорк Таймс» написал, что «сценаристы, похоже, отправили Саймона Темплара в отпуск». Он очень приятно проводит время, играя в теннис, катаясь верхом и подшучивая над девушками, одновременно расслаблено ставя мат отчаянной банде, которая пытается стащить филателистические драгоценности. «Поскольку Джордж Сандерс по-прежнему остается героем, приятно просто наблюдать, как он веселится. Но наблюдать за вялым развитием сюжета ни в малейшей степени не интересно. Если бы знакомое имя Джека Хайвли не фигурировало в титрах, мы бы заподозрили, что режиссёр тоже взял отпуск».
С другой стороны, современный кинокритик Дерек Уиннерт достаточно высоко оценил картину, охарактеризовав её как «достаточно сложную, напряженную, доставляющую удовольствие лебединую песню (Сандерса)», где Джонатан Хейл в последний раз фигурирует в роли инспектора полиции Нью-Йорка Генри Фернака, Венди Барри появляется в своём третьем и последнем фильме о Святом, снова играя другого персонажа, а Пол Гилфойл повторяет свою роль Кларенса Перли Гейтса из предыдущего фильма «Святой берётся за дело» (1940).